# Hawken
Hawken — многопользовательский Free-to-play симулятор меха, весь геймплей которого построен на управлении мехом (большим шагающим боевым роботом) в научно-фантастическом мире. Игра сосредоточена на интенсивных сессионных онлайн сражениях. Открытая бета игры была выпущена 12 декабря 2012 года.

## Обзор
Hawken — симулятор меха, шутер от первого лица, базирующийся на управлении мехом. Действие игры происходит на мрачной колонизированной людьми планете, развивавшейся в промышленных масштабах вплоть до катаклизма, после которого охота за ресурсами стала борьбой за выживание.
В данный момент в игре присутствуют шесть режимов: Deathmatch, Team Deathmatch, Co-op Bots Team Deathmatch, Co-op Bots Destruction (уничтожение волн ИИ противников), уникальный режим «Осада» (Siege) и контроль точек (Missile Assault).
На текущий момент в игре реализованы девять уникальных карт, часть из которых доступна в различных игровых режимах. 2 октября 2017 года было объявлено, что сервера PC-версии игры будут закрыты 2 января 2018 года.

## Геймплей
Игрок берет на себя роль пилота боевого меха, вооруженного пушками. В отличие от многих других шутеров от первого лица, оружие не требует боеприпасов, но склонно к перегреву. Перегрев может отключить всё оружие меха, заставляя игрока найти безопасное место, чтобы охладиться. Большинство типов мехов позволяет установку различного оружие, внутренних модулей и расходных предметов, чтобы соответствовать стилю игры или роли в матче. В бою игрок может отпрыгивать в сторону, ускоряться, и делать разворот на 180 °, чтобы компенсировать медленные движения мехов. Манёвры в свою очередь быстро истощают запас топлива.
Одним из доступных расходных предметов являются турели пулемётные, шоковые и ракетные. Турели являются стационарными, то есть их нельзя перемещать по карте.

### Мехи
В игре Hawken все Мехи делятся на 3 класса: лёгкие мехи, средние мехи и тяжёлые мехи. Каждый класс мехов имеет свои характеристики, такие как броня, ёмкость энергетического блока, топливо и др. Список доступного оружия жестко определен для каждого меха. Каждый мех имеет первичное оружие, которое на большинстве мехов можно выбрать из трех вариантов (один из них является базовым, остальные приобретаются за кредиты), и вторичное оружие жестко привязанное к меху.  Каждый мех обладает одной уникальной активной способностью.

### Энергетические единицы
Энергетические единицы (Energy Units, ЕС) используются только в режиме «Осада», в котором игроки собирают их на электростанциях для запуска большого линкора (боевого корабля). Если уничтожить мех, который несёт ЕС, то она упадёт, и такая потерянная единица может быть собрана другими игроками. Можно приобрести и установить внутренние модули для увеличения скорости сбора ЕС.

## Разработка
9 марта 2011 Adhesive Games анонсировала трейлер Hawken с игрой в разработке, работа над которой к этому моменту длилась только 9 месяцев.
Hawken был разработан на основе движка Unreal Engine 3. «Он был известен для нас как самый лицензированный движок в игровой индустрии. Безусловным преимуществом для таких инди-разработчиков, как мы, является возможность начать разработку на передовом игровом движке, не имея стартового капитала», — говорил креативный директор Канг Ли. Несмотря на их решение, команда почти не имела опыта работы с UDK. «Мы искали статьи по UDK, а также электронные учебники. Использование общедоступного движка означает, что в Интернете должна быть информация о том, что мы пытаемся достичь. Кроме того, сообщество UDK оказало большую поддержку. Мы часто просматривали форум и читали о том, что возможно сделать, а что нет, перед тем, как мы принимали какие-либо дизайнерские решения».
Ли был сосредоточен на реализации своего видения графической части игры в кратчайшие сроки, добившись AAA-качества. После одного месяца разработки команда была готова протестировать первый прототип. Фактическое название игры пришло от фамилии одного из своих бывших 3D художников Джеймса Хокинса, которого Ли пытался высмеять, в результате чего стал называть «Hawken». «Мы не могли придумать лучшего громкого названия. У нас были разные варианты: „Bolthead“, „Steel Vultures“, тонна подобных названий, но Hawken был тем именем, которое нравилось всем. А в геймплее есть много видов „воздушных“ движений, когда вы, например, набрасываетесь на врага, так что это имеет некоторый смысл для нас».
В интервью телеканалу G4 Канг Ли заявил, что Adhesive Games нашёл издателя, которым стал Meteor Entertainment.

## Отзывы
| Сводный рейтинг       | Сводный рейтинг |
| Агрегатор             | Оценка          |
| --------------------- | --------------- |
| GameRankings          | 70,75 %         |
| Metacritic            | 73 %            |
| Иноязычные издания    |                 |
| Издание               | Оценка          |
| GameStar              | 76 %            |
| LeveL                 | 80 %            |
| PC Gamer (US)         | 79 %            |
| Русскоязычные издания |                 |
| Издание               | Оценка          |
| Absolute Games        | 80 %            |
| PlayGround.ru         | [ 18 ]          |
| «Игромания»           | [ 19 ]          |
| «Игры Mail.ru»        | [ 20 ]          |

Игра получила положительные отзывы от критиков, получив среднюю оценку 70,75 % на GameRankings и мета-оценку 73 на Metacritic.
От российских игровых изданий игра также получила положительные оценки. AG.ru — оценка 80 %. «Игромания» в своей рецензии поставила 8,0.

## Награды и одобрения
В 2012 году игра Hawken была номинирована на 20 наград на выставке Electronic Entertainment Expo (E3), где выиграла 12 наград и имела три поощрительные премии. Награды включали в себя:
- Destructoid’s Best of PC
- GameTrailers’ Best Free to Play
- GameTrailers’ Best Online Only
- Polygon’s E3 Editor’s Choice Award
- Awesome Robo’s E3 2012 Best Overall Title
- GamingIrresponsibly’s Best of Indie
- Examiner.com’s Best PvP (Multiplayer)
- Video Game Writers’ Best of PC
- Sidequesting’s Best of E3 Editor’s Choice Awards
- GamerLive.TV’s Top 5 PC Games

Hawken также получила награды и номинации на Gamescom 2012 в Германии:
- MMOBomb.com’s Best Graphics
- GameSpot’s Best Game of the Show
- Destructoid nominated Hawken for Best PC Game, Best Shooter, and Best Game of the Show

На PAX Prime 2012 Hawken была награждена:
- STFUandPlay’s Best of PC
- STFUandPlay’s Best Graphics
- Destructoid’s Must Play
- ShogunGamer’s Best of Show
- MMOhut’s Best Graphics: Runner Up

## Подобные игры — симуляторы мехов
Hawken отличается от классических игр серии MechWarrior, геймплей которых также построен на управлении мехом, но действие которых происходит в своей вселенной BattleTech. Hawken обладает большей динамикой сражений и более приближен к обычным шутерам от первого лица.  Самой близкой по времени разработки и выпуска с игрой Hawken является игра MechWarrior Online, анонсированная 8 июля 2009, официальный выпуск которой состоялся 17 сентября 2013 г.

## Экранизация
"Они становятся свидетелями события, которое наводит на мысль, что за нано-вирусом стоит большее, чем кажется на первый взгляд. Теперь гонка идёт дальше, чтобы узнать происхождение и истинную цель вируса, прежде чем их кланы сотрут друг друга в финальной, переломной битве".
24 августа 2011 года на сайте новостных развлечений The Wrap была размещена статья, подтверждающая, что DJ2 Entertainment, независимой продюсерской компании, удалось получить права на экранизацию. Adhesive Games колебалась, дать ли эти права, и планировала сосредоточиться на выпуске самой игры, а не фильма.
История будет повествовать о двух молодых пилотах из отдельных кланов, сражающихся друг против друга после того, как разрушительный вирус покрыл большую часть индустриализированной поверхности планеты токсичными кристаллами. Не было никаких официальных объявлений относительно сценаристов, продюсеров и ведущих актёров для фильма на данный момент, но на Comic-Con 2012 режиссёр Скотт Вог объявил, что будет заниматься экранизацией.